# 30 juin en sport
30 mai 30 juillet
Chronologies thématiques
- Croisades
- Ferroviaires
- Disney

Le 30 juin (181e jour de l'année ou 182e en cas d'année bissextile) en sport.

## Événements

### XVIesiècle
- 1559 :
  - (Joute équestre) : le roi Henri II est blessé grièvement au cours d'une joute équestre organisée à Paris pour fêter la signature de la paix de Cateau-Cambrésis. Sa mort consécutive à ses blessures, le 10 juillet suivant, marque la fin des sports de chevalerie en France.

### XIXesiècle
- 1837 :
  - (Natation) : fondation à Londres de la National Swimming Society.
- 1876
  - (Aviron) : régate universitaire entre Harvard et Yale. Yale s'impose[1].
- 1877
  - (Aviron) : régate universitaire entre Harvard et Yale. Harvard s'impose[1].
- 1882
  - (Aviron) : régate universitaire entre Harvard et Yale. Harvard s'impose[1].

### XXesièclede1901à1950
- 1912 :
  - (Cyclisme) : départ du Tour de France.
- 1929 :
  - (Cyclisme) : départ du Tour de France.
  - (Sport automobile) : Grand Prix automobile de France.
- 1931 :
  - (Cyclisme) : départ du Tour de France.
- 1935 :
  - (Sport automobile) : Grand Prix automobile de Penya-Rhin.
- 1937 :
  - (Cyclisme) : départ du Tour de France.
- 1946 :
  - (Sport automobile) : Grand Prix automobile du Roussillon.

### XXesièclede1951à2000
- 1948 :
  - (Cyclisme) : Départ du Tour de France.
- 1949 :
  - (Cyclisme) : Départ du Tour de France.
- 1963 :
  - (Sport automobile) : Grand Prix automobile de France.
- 1984 :
  - (Droit en sport) : le Tribunal arbitral du sport devient compétent pour donner des arbitrages ou des médiations dans le monde du sport.
- 1987 :
  - (Athlétisme) : Patrik Sjöberg porte le record du monde du saut en hauteur à 2,42 mètres.
- 1996 :
  - (Football) : l'Allemagne remporte le championnat d'Europe en s'imposant 2-1 après prolongation contre la République tchèque.
  - (Formule 1) : Grand Prix automobile de France.

### XXIesiècle
- 2001 :
  - (Basket-ball) : Pau-Orthez devient champion de France de basket en battant l'ASVEL Lyon-Villeurbanne.
- 2002 :
  - (Football) : en finale de la Coupe du monde de football de 2002, le Brésil s'impose 2-0 face à l'Allemagne et remporte son cinquième titre mondial.
- 2012 :
  - (Cyclisme) : départ du Tour de France, Fabian Cancellara remporte le Prologue.
- 2013
  - (Formule 1) : victoire de l'Allemand Nico Rosberg sur une Mercedes au Grand Prix de Grande-Bretagne au terme d'une course émaillée par de nombreux rebondissements essentiellement dus à des défaillances spectaculaires de pneumatiques.
  - (Cyclisme) : sur la 2e étape Bastia – Ajaccio, le Belge Jan Bakelants décroche une belle victoire et s'empare du maillot jaune.
  - (Basket-ball) : à l'Euro de basket féminin, l'Espagne bat la France en finale (70-69). la Turquie complète le podium.
  - (Compétition automobile) : dans la course de côte qui se tient sur la montagne de Pikes Peak aux États-Unis, le Français Sébastien Loeb s'élance en premier dans l'ascension et, avec un temps de 8 min 13 s 878 il bat l'ancien record de plus d'une minute et demie.
  - (Football) : La Coupe des confédérations s'est terminée hier à Rio par une victoire du Brésil, qui a battu l'Espagne (3-0) au stade Maracanã, une fête ternie hors du stade par des affrontements entre manifestants radicaux et la police.
- 2021 :
  - (Cyclisme sur route /Tour de France) : sur la 5e étape du Tour de France qui se déroule entre Changé et Laval, sur une distance de 27,2 kilomètres en contre-la-montre individuel, victoire du Slovène Tadej Pogačar. Le Néerlandais Mathieu van der Poel conserve maillot jaune.
- 2024 :
  - (Cyclisme sur route /Tour de France) : sur la 2e étape du Tour de France qui se déroule en Italie entre Cesenatico et Bologne en Émilie-Romagne, sur une distance de 198,7 kilomètres, victoire du Français Kévin Vauquelin en solitaire. C'est le Slovène Tadej Pogačar qui prend le Maillot jaune[2].

## Naissances

### XIXesiècle
- 1833 :
  - Willie Park, Sr., golfeur écossais. Vainqueur des Open britannique 1860, 1863, 1866 et 1875. († 25 juillet 1903).
- 1880 :
  - Rabod von Kröcher, cavalier de saut d'obstacles allemand. Médaillé d'argent aux Jeux de Stockholm 1912. († 25 décembre 1945).
- 1883 :
  - Johan Olin, lutteur de gréco-romaine finlandais. Médaillé d'argent des poids lourds aux Jeux de Stockholm 1912. († 3 décembre 1928).
- 1885 :
  - Heinrich Schomburgk, joueur de tennis allemand. Champion olympique du double mixte aux Jeux de Stockholm 1912. († 29 mars 1965).

### XXesièclede1901à1950
- 1925 :
  - Jim McIlvaine, basketteur puis entraîneur américain. († 10 février 2010).
- 1926 :
  - André Dufraisse, coureur de cyclo-cross français. Champion du monde de cyclo-cross 1954, 1955, 1956, 1957 et 1958. († 21 février 2021).
- 1931 :
  - Brian Muir, pilote de course automobile australien. († 11 septembre 1983).
- 1933 :
  - Tomislav Ivić, footballeur puis entraîneur yougoslave puis croate. Sélectionneur de l'Équipe de Croatie en 1994 et de l'Équipe d'Iran en 1998. († 24 juin 2011).
  - Orval Tessier, hockeyeur sur glace puis entraîneur canadien. († 25 août 2022).
- 1938 :
  - Billy Mills, athlète de fond américain. Champion olympique du 10 000 m aux Jeux de Tokyo 1964.
  - Mirko Novosel, basketteur puis entraîneur et arbitre yougoslave puis croate. Sélectionneur de l'équipe de Yougoslavie de 1973 à 1976 et en 1984. Médaillé d'argent aux Jeux de Montréal 1976 puis médaillé de bronze aux Jeux de Los Angeles 1984. Champion d'Europe de basket-ball 1973 et 1975. († 20 juillet 2023).
- 1942 :
  - Ron Harris, hockeyeur sur glace puis entraîneur canadien.
- 1943 :
  - Dieter Kottysch, boxeur allemand. Champion olympique des -71 kg aux Jeux de Munich 1972. († 9 avril 2017).
- 1946 :
  - Ferdinand Julien, cycliste sur route français.

### XXesièclede1951à2000
- 1950 :
  - Paulette Fouillet, judokate française. Championne d'Europe de judo toutes catégories 1974 puis championne d'Europe de judo des -66 kg 1975 et 1976. († 25 juillet 2015).
- 1951 :
  - Geneviève Gambillon, cycliste sur route française. Championne du monde de cyclisme sur route 1972 et 1974.
- 1954 :
  - Alex Dupont, footballeur puis entraîneur français.
- 1956 :
  - Volker Beck, athlète de haies est-allemand puis allemand. Champion olympique du 400 m haies et médaillé d'argent du relais 4 × 400 m aux Jeux de Moscou 1980.
- 1961 :
  - Franck Mesnel, joueur de rugby à XV puis consultant TV français. Vainqueur du Grand Chelem 1987, des tournois des Cinq Nations 1989 et 1993. (56 sélections en équipe de France).
- 1962 :
  - Tony Fernández, joueur de baseball dominicain.
  - Michel Nowak, judoka français, Double médaillé européen en 1984 et 1985, et médaillé olympique en 1984, aux Jeux de Los Angeles.
- 1965 :
  - Steve Duchesne, hockeyeur sur glace canadien.
  - Mitch Richmond, basketteur américain.
- 1966 :
  - Andreï Abduvaliev, athlète de lancers de marteau soviétique puis tadjik et ensuite ouzbek. Champion olympique aux Jeux de Barcelone 1992. Champion du monde d'athlétisme 1993 et 1995. Champion d'Asie d'athlétisme du marteau 1998.
  - Mike Tyson, boxeur américain. Champion du monde poids lourds de boxe de 1986 à 1990 puis en 1996.
- 1968 :
  - Volker Zerbe, handballeur allemand. Médaillé d'argent aux Jeux d'Athènes 2004. Champion d'Europe de handball 2004. Vainqueur de la Coupe d'Europe des vainqueurs de coupe 1996 et de la Coupe EHF 2006. (284 sélections en équipe nationale).
- 1969 :
  - Sanath Jayasuriya, joueur de cricket et homme politique sri-lankais. (49 sélections en Test cricket). Député de 2010 à 2015.
- 1970 :
  - Mark Grudzielanek, joueur de baseball américain.
- 1972 :
  - Jim McIlvaine, basketteur américain.
- 1975 :
  - Ralf Schumacher, pilote de F1 allemand. (6 victoires en Grand Prix).
- 1977 :
  - Tathiana Garbin, joueuse de tennis italienne.
  - Alanna Kraus, patineuse de vitesse sur piste courte canadienne. Médaillée de bronze du relais 3 000 m aux Jeux de Salt Lake City 2002 et d'argent du relais 3 000 m aux Jeux de Turin 2006.
  - Christophe Landrin, footballeur français.
  - Mark van Gisbergen, joueur de rugby à XV anglais. Vainqueur de la Coupe d'Europe de rugby 2004 et 2007, du Challenge européen 2003. (1 sélection en équipe nationale).
- 1979 :
  - Sylvain Chavanel, cycliste sur route français. Champion du monde de cyclisme sur route du contre la montre par équipes 2012. Vainqueur des Quatre Jours de Dunkerque 2002 et 2004.
- 1983 :
  - Marcus Burghardt, cycliste sur route allemand. Vainqueur de Gand-Wevelgem 2007.
- 1985 :
  - Trevor Ariza, basketteur américain.
  - Michael Phelps,nageur américain. Champion olympique du 100 et 200 m papillon, du 200 m et 400 m 4 nages, du relais 4 × 200 m nage libre et du 4 × 100 m 4 nages puis médaillé de bronze du 200 m nage libre et du relais 4 × 100 m nage libre aux Jeux d'Athènes 2004, champion olympique du 200 m nage libre, du 100 et 200 m papillon, du 200 et 400 m 4 nages, des relais 4 × 100 m et 4 × 200 m nage libre puis du relais 4 × 100 m 4 nages aux Jeux d'Athènes 2008, champion olympique du 100 m papillon, du 200 m 4 nages, du 4 × 200 m nage libre et du 4 × 100 m 4 nages puis médaillé d'argent du 200 m papillon et du 4 × 100 m nage libre aux Jeux de Londres 2012, champion olympique du 200 m papillon, du 200 m 4 nages, du relais 4 × 100 m nage libre, du relais 4 × 200 m nage libre et relais 4 × 100 m 4 nages puis médaillé d'argent du 100 m papillon aux Jeux de Rio 2016. Champion du monde de natation du 200 m papillon 2001, champion du monde de natation du 200 m papillon, du 200 m 4 nages, du 400 m 4 nages et du 4 × 100 m 4 nages 2003, champion du monde de natation du 200 m nage libre, du 200 m 4 nages du 4 × 100 m nage libre, 4 × 200 m nage libre et 4 × 100 m 4 nages 2005, champion du monde de natation du 200 m nage libre, du 100 et 200 m papillon, du 200 m 4 nages, du 400 m 4 nages, des relais 4 × 100 et 4 × 200 m nage libre puis du relais 4 × 100 m 4 nages 2007, champion du monde de natation des 100 et 200 m papillon, des relais 4 × 100 et 4 × 200 m nage libre puis du relais 4 × 100 m 4 nages 2009 et champion du monde de natation des 100 et 200 m papillon, des relais 4 × 200 m et 4 × 100 m 4 nages 2011.
- 1986 :
  - Fredy Guarín, footballeur colombien.
  - Nicola Pozzi, footballeur italien.
  - Nicole Sifuentes, athlète de demi-fond canadienne.
- 1987 :
  - Ryan Cook, joueur de baseball américain.
  - Francisco Cruz Martins, pilote de course automobile portugais.
  - Torsten van Jaarsveld, joueur de rugby à XV namibien. (14 sélections en équipe nationale).
  - Francis Paré, hockeyeur sur glace canado-biélorusse. (4 sélections avec l'équipe de Biélorussie).
- 1988 :
  - Tommaso D'Apice, joueur de rugby à XV italien. (12 sélections en équipe nationale).
  - Kemar Roach, joueur de cricket barbadien. (53 sélections en Test cricket).
- 1989 :
  - Asbel Kiprop, athlète de demi-fond kényan. Champion olympique du 1 500 m aux Jeux de Pékin 2008. Champion du monde d'athlétisme du 1 500 m 2011, 2013 et 2015. Champion d'Afrique d'athlétisme du 1 500 m 2010.
  - Miguel Vítor, footballeur portugais. (16 sélections en équipe nationale).
- 1990 :
  - Leah Kirchmann, cycliste sur route canadienne. Championne du monde de cyclisme sur route du contre la montre par équipes 2017.
  - Nevena Jovanović, basketteuse serbe. Médaillée de bronze aux Jeux de Rio 2016. Championne d'Europe de basket-ball féminin 2015. (52 sélections en équipe nationale).
  - Dušan Lajović, joueur de tennis serbe.
- 1992 :
  - Dustin Hogue, basketteur américain.
- 1993 :
  - Pierre-Henri Lecuisinier, cycliste sur route français.
  - Alex Lozowski, joueur de rugby à XV anglais. Vainqueur de la Coupe d'Europe 2019. (4 sélections en équipe nationale).
  - Lioudmyla Naoumenko, basketteuse ukrainienne. (7 sélections en équipe nationale).
- 1994 :
  - Romain Navarrete, joueur de rugby à XIII français. Vainqueur de la Coupe d'Europe des nations de rugby à XIII 2018 et de la Super League 2018. (9 sélections en équipe de France).
- 1995 :
  - Damian Jones, basketteur américain.
  - Kristoffer Olsson, footballeur suédois. (47 sélections en équipe nationale).
  - Tariq Owens, basketteur américain.
  - Andrzej Stękała, sauteur à ski polonais.
- 1996 :
  - Jordi Cortizo, footballeur mexicain. (4 sélections en équipe nationale).
- 1997 :
  - Toni Martínez, footballeur espagnol.
- 1998 :
  - Houssem Aouar, footballeur franco-algérien. (1 sélection avec l'équipe de France et 11 avec celle d'Algérie).
  - Federico Viñas, footballeur uruguayen. (1 sélection en équipe nationale).
- 1999 :
  - Salvatore Elia, footballeur italien.
  - Melvyn Jaminet, joueur de rugby à XV français. Vainqueur du Grand Chelem 2022. (19 sélections en équipe de France).
  - Yui Susaki, lutteuse japonaise. Championne olympique des -50 kg aux Jeux de Tokyo 2020. Championne du monde de lutte des -48 kg 2017 et 2018.
- 2000 :
  - Jacob Bernard-Docker, hockeyeur sur glace canadien. Champion du monde de hockey sur glace 2021. (6 sélections en équipe nationale).
  - Fanta Diagouraga, handballeuse franco-congolaise. (24 sélections avec l'équipe du Congo).
  - Søren Tengstedt, footballeur danois.

### XXIesiècle
- 2001 :
  - Inès Arouaissa, footballeuse franco-marocaine. (1 sélection avec l'équipe du Maroc).
  - Yayah Kallon, footballeur sierraléonais.
- 2007 :
  - Trey Nyoni, footballeur anglais.

## Décès

### XIXesiècle
- 1863 :
  - Tom Paddock, 40 ou 41 ans, boxeur anglais. (° ? 1822).
- 1898 :
  - Reg Birkett, 49 ans, joueur de rugby à XV et footballeur anglais. (4 sélections en Équipe d'Angleterre de rugby à XV et 1 en Équipe d'Angleterre de football). (° 28 mars 1849).

### XXesièclede1901à1950
- 1905 :
  - Pete Dowling, 28 ans, joueur de baseball américain. (° 15 juillet 1876).
- 1948 :
  - Omobono Tenni, 42 ans, pilote automobile italien. Vainqueur du Tourist Trophy de l'île de Man en 1937 et champion d'Europe de vitesse moto en catégorie 250 cm3 en 1937 et en 500 cm3 en 1947. (° 24 juillet 1905).

### XXesièclede1951à2000
- 1951 :
  - Yrjö Saarela, 66 ans, lutteur de gréco-romaine finlandais. Médaillé d'argent des poids lourds aux Jeux de Londres 1908 et aux champion olympique aux Jeux de Stockholm 1912. (° 13 juillet 1884).
- 1953 :
  - Charles Miller, 78 ans, footballeur brésilien. (1 sélection en équipe nationale). (° 24 novembre 1874).
- 1955 :
  - Félix Bédouret, 58 ans, footballeur suisse. Médaillé d'argent lors du tournoi olympique des Jeux de Paris en 1924. (2 sélections en équipe nationale). (° 1897).
- 1959 :
  - Hermann Linkenbach, 70 ans, cavalier de dressage allemand. Champion olympique de dressage par équipes aux Jeux d'été de 1928. (° 8 avril 1889).
- 1962 :
  - Heikki Kähkönen, 70 ans, lutteur finlandais. Médaillé d'argent dans la catégorie des poids plumes en lutte gréco-romaine aux Jeux olympiques de 1920. (° 26 décembre 1891).
- 1966 :
  - Giuseppe Farina, 59 ans, pilote de F1 italien. Champion du monde de Formule 1 1950. (5 victoires en Grand Prix). (° 30 octobre 1906).
- 1969 :
  - Domingo Tejera, 69 ans, footballeur uruguayen. Champion olympique aux Jeux d'Amsterdam 1928. Champion du monde de football 1930. Vainqueur des Copa América 1920 et 1926. (20 sélections en équipe nationale). (° 22 juillet 1899).
- 1970 :
  - Ștefan Barbu, 62 ans, footballeur, arbitre puis dirigeant roumain. (7 sélections en équipe nationale). (° 2 mars 1908).
  - Kelly Petillo, 66 ans, pilote automobile américain. Vainqueur des 500 miles d'Indianapolis en 1935. (° 5 décembre 1903).
- 1971 :
  - Gueorgi Asparoukhov, 28 ans, footballeur bulgare. (50 sélections en équipe nationale). (° 4 mai 1943).
  - Alberto Ghilardi, 61 ans, coureur cycliste italien. Champion olympique de poursuite par équipes aux Jeux de Los Angeles en 1932. (° 25 août 1909).
  - Nikola Kotkov, 32 ans, footballeur bulgare. (26 sélections en équipe nationale). (° 9 décembre 1938).
- 1974 :
  - Roger Staub, 37 ans, skieur alpin suisse. Vice-champion du monde de descente et troisième du slalom géant et du combiné en 1958 et champion olympique du slalom géant aux Jeux de Squaw Valley en 1960. (° 1er juillet 1936).

### XXIesiècle
- 2001 :
  - Pol Appeltants, 79 ans, footballeur belge. (1 sélection en équipe nationale). (° 30 mars 1922).
  - Giancarlo Brusati, 91 ans, escrimeur italien. Champion olympique d'épée par équipes lors des Jeux de Berlin en 1936. (° 6 mars 1910).
- 2004 :
  - Stive Vermaut, 28 ans, cycliste sur route belge. (° 22 octobre 1975).
- 2012 :
  - Sami Eddaou, 44 ans, footballeur marocain. (° 22 mars 1968).
- 2013 :
  - Thompson Oliha, 44 ans, footballeur nigérian. Vainqueur de la Coupe d'Afrique des nations en 1994, finaliste en 1990 et troisième en 1992. (31 sélections en équipe nationale). (° 4 octobre 1968).
- 2016 :
  - Martin Lundström, 98 ans, fondeur suédois. Champion olympique du 18 km classique et du relais 4 × 10 km aux Jeux de 1948, médaillé de bronze aux Jeux d'Oslo en 1952 et champion du monde en 1950 du même relais. (° 30 mai 1918).
  - Witold Zagórski, 85 ans, joueur puis entraîneur de basket-ball polonais. Finaliste du Championnat d'Europe de 1963 et médaillé de bronze des Championnats d'Europe 1965 et 1967. Sélectionneur de l'équipe de Pologne entre 1961 et 1975 et de l'Autriche de 1978 à 1980. (29 sélections en équipe nationale). (° 25 septembre 1930).